# كأس الجبل الأسود
كأس الجبل الأسود (بالمونتنغرية: و‌بالصربية: Kup Crne Gore) هو كأس كرة القدم الوطني الذي تم لعبه في الجبل الأسود، تأسس في عام 2006. الفائز بالكأس يُمنح مكانًا في جولة التصفيات الثانية من الدوري الأوروبي إذا لم يكن قد حصل بالفعل على مكان في دوري أبطال أوروبا.
أكثر نادي حقق اللقب هو نادي رودار بليفليا بأربعة ألقاب، يليه بودوتشنوست بودغوريتسا و‌ملادوست بودغوريتسا الذان فازا به مرتين.

## وصلات خارجية
- اتحاد كرة القدم للجبل الأسود – الموقع الرسمي
- Cup على UEFA
- Cup على soccerway.com